# Sirmione
Sirmione é uma comuna italiana da região da Lombardia, província de Bréscia, com cerca de 6.353 habitantes. Estende-se por uma área de 33 km², tendo uma densidade populacional de 193 hab/km². Faz fronteira com Castelnuovo del Garda (VR), Desenzano del Garda, Lazise (VR), Padenghe sul Garda, Peschiera del Garda (VR).

## Pessoas Notáveis
- O poeta Gaius Valerius Catullus viveu lá durante o 1º século D.C
- Alfred Tennyson descreveu em seu poema sua impressão sobre a comuna sirmione.
- Escritores italianos que escreveram sobre Sirmione também incluí  Giosuè Carducci, Antonio Fogazzaro e Gabriele D'Annunzio.
- Maria Callas teve uma vila em Sirmione.
- Naomi Jacob; escritora inglesa, viveu em Sirmione até 1964, ano de sua morte.

## Demografia
| Variação demográfica do município entre 1861 e 2011                               |
|                                                                                   |
| Fonte: Istituto Nazionale di Statistica (ISTAT) - Elaboração gráfica da Wikipedia |